# Площа Пікаділлі
Пікаділлі-серкус (англ. Piccadilly Circus) — площа і транспортна розв'язка в центральному Лондоні, район Вестмінстер. Створена в 1819 р. як розв'язка між Пікаділлі-стріт і Ріджент-стріт. Потім до них додалася ще одна вулиця, Шафтсбері-авеню.
Іноді слово circus неправильно перекладають як «цирк». Насправді це слово, що означає «коло» — позначення дуже популярної в Англії практики організації руху шляхом створення кругових розв'язок (правда, деякі «Серкус» в Лондоні є звичайними перехрестями, наприклад, Оксфорд-серкус). З 1906 під площею розташована однойменна станція двох ліній метро.
Основні визначні пам'ятки площі Пікаділлі — величезні неонові реклами та статуя, встановлена в 1892 році в пам'ять про благодійну діяльність лорда Шефтсбері, відомого філантропа Вікторіанської епохи. Створена скульптором сером Альфредом Гілбертом, статуя зображує Антероса та уособлює «зрілу й обмірковану любов, на противагу Еросу — легковажному тирану». Антерос був молодшим братом-близнюком Ероса.
Однак хитромудре пояснення так і не завоювало популярності серед мас. Через лук і наготу, так само як і загальне, досить смутне уявлення про міфологію, всі вирішили, що це Ерос (відомий в Давньому Римі як Купідон), грецький бог кохання. У підсумку тими, кому хотілося захистити репутацію Шефтсбері, була запущена зустрічна чутка: нібито меморіал є не що інше, як Ангел християнського милосердя — нехай і туманна, зате менш пікантна альтернатива.

## Історія
|      |      |      |      |      |      |
| 1896 | 1949 | 1962 | 1992 | 2004 | 2012 |

## Визначні місця та об'єкти
|                 |         |                               |  |                  |  |
| Статуя Антероса | Антерос | Фасад Лондонського Павільйону |  | Trocadero Centre |  |